# Winter Song (bài hát)
"Winter Song" là một bài hát Giáng sinh được viết và thể hiện bởi bộ đôi Sara Bareilles và Ingrid Michaelson (cả hai đều sinh năm 1979). Bài hát chỉ đạt đến vị trí thứ 97 tại Canada vào Giáng sinh năm 2008 và đạt đến vị trí thứ 2 tại Ireland vào năm 2011. Bài hát đã được #twitterxmassingle phát hành dưới dạng đĩa đơn từ thiện đặc biệt và đạt đến vị trí thứ 8 tại Ireland.

## Phiên bản của Twitterxmassingle
Bài hát (với tựa đề đầy đủ là Twitterers and the Twitterettes of the Parish of Twitter Proudly Present Winter Song) được phát hành dưới dạng đĩa đơn từ thiện tại Ireland, cùng lúc với thời điểm ra mắt bản gốc, vào ngày 4 tháng 12 năm 2011 thông qua hệ thống iTunes.
Bài hát đạt đến vị trí thứ 8 trên Irish Singles Chart vào ngày 8 tháng 12 năm 2011, trong khi bản gốc của Sara Bareilles và Ingrid Michaelson đang giữ vị trí Á quân trong cùng tuần lễ đó. Tất cả lợi nhuận của đĩa đơn này đều được quyên góp cho một Bệnh viện Holles Street tại Dublin, Ireland.
Những người thực hiện
- Sáng tác - Sara Bareilles & Ingrid Michaelson
- Nghệ sĩ - TwitterXMasSingle
- Hãng đĩa - Holles Street Neonatal Unit
- Nhà sản xuất chính - Brenda Drumm, Ian Callanan
- Phối khí bởi Ian Callanan
- Các nhạc công: 
  - Dương cầm - Anne Cullen
  - Bass - Paddy Kiernan
  - Bộ tổng hợp và lên chương trình - Ian Callanan
  - Bodhrán, huýt sáo và Uilleann pipes - Darragh Ó Héiligh
  - Guitar - David Byrne
  - Vĩ cầm - Christopher Edwards
  - Viola - Nicola Bermingham
  - Cello - Róisín Magee
- Phần ghi âm nhạc cụ diễn ra tại Ian Callanan Studios do Ian Callanan làm kỹ sư
- Dàn hợp xướng và đơn ca được thu âm tại Khách sạn The Westin, Dublin vào ngày Chủ nhật, 27 tháng 11 năm 2011 do Paul Keegan kỹ sư
- Chỉ đạo hợp xướng - Ian Callanan
- Phối khí bởi Paul Keegan tại Retreat Recording Studio

## Xếp hạng

### Đĩa đơn của Sara Bareilles và Ingrid Michaelson
| Bảng xếp hạng (2008-11) | Thứ hạng cao nhất |
| ----------------------- | ----------------- |
| Canadian Hot 100        | 97                |
| Irish Singles Chart     | 2                 |

### Đĩa đơn của Twitterxmassingle
| Bảng xếp hạng(2011) | Thứ hạng cao nhất |
| ------------------- | ----------------- |
| Irish Singles Chart | 8                 |

## Bản phối lại
The Winter Song được sử dụng trong bài hát Land Of Broken Dreams của D Thought.

## Trong văn hóa đại chúng
- Bài hát được trình bày trực tiếp bởi Bareilles và Michaelson trong một chương trình mừng Giáng sinh tại Hoa Kỳ vào năm 2010, trước sự chứng kiến của Tổng thống Barack Obama.
- Hãng viễn thông Ireland O2 sử dụng bài hát gốc của Bareilles và Michaelson trong chiến dịch quảng bá Giáng sinh của mình
- Bài hát xuất hiện trong phần thứ 8 của chuơg trình Scrubs, ở cuối tập "My Chief Concern".
- Bài hát được sử dụng trong phần phim thứ năm của loạt phim Grey's Anatomy.
- Bài hát được sử dụng trong phần 4 của chương trình Brothers & Sisters.
- Bài hát được sử dụng trong đoạn phim quảng cáo thứ 2 trong mùa thứ ba của loạt phim American Horror Story
- Bài hát được lấy nhạc mẫu cho bài hát "The Beginning..." của nam nghệ sĩ John Legend cho album phát hành vào năm 2013 mang tên Love in the Future